# Хупер, Чейз
Чейз Алан Хупер (англ. Chase Alan Hooper; род. 15 сентября 1999, Инамкло, Вашингтон, США) — американский боец смешанного стиля, представитель полулёгкой весовой категории. Выступает в Ultimate Fighting Championship (UFC) в лёгком весе. Бывший чемпион организаций COGA в полулёгком весе и DFC в лёгком весе.

## Карьера в MMA
Хупер начал свою любительскую карьеру в ММА, когда он еще учился в старшей школе Enumclaw . [ 4 ] На региональном турнире в Вашингтоне Хупер установил непобежденный рекорд 5–0 с четырьмя досрочными победами [ 5 ], прежде чем дебютировать в профессиональном боксе 7 октября 2017 года против Эдсона Пенадо. Хупер выиграл бой удушающим приемом сзади в первом раунде [ 6 ], используя свои мощные навыки в бразильском джиу-джитсу , в котором он является чемпионом Панамерики среди юниоров как обладатель синего пояса.

### Dana White's Contender Series
Хупер выступал на Dana White's Contender Series 14 против Канаана Кавайхае. Он выиграл бой единогласным решением судей и получил контракт на развитие лиги.
Он принял участие еще в трех боях (выиграв два из них, а один закончился вничью) в известных небольших промоушенах, таких как CFFC и Titan FC, прежде чем был подписан UFC .

### Ultimate Fighting Championship
Хупер дебютировал на UFC 245 против Дэниела Теймура. Он выиграл бой техническим нокаутом в первом раунде.
Хупер встретился с Алексом Касересом 6 июня 2020 года на турнире UFC 250. [ 11 ] Он проиграл бой единогласным решением судей, что стало его первым профессиональным поражением.
Хупер встретился с Питером Барреттом на UFC 256 12 декабря 2020 года. Он одержал победу в третьем раунде, применив прием «зацеп пяткой».
Хупер встретился со Стивеном Петерсоном 12 июня 2021 года на UFC 263. [ 15 ] На взвешивании Петерсон весил 148,5 фунтов, что на два с половиной фунта больше лимита полулегкого веса для нетитульного боя. Бой проходил в промежуточном весе, и он был оштрафован на 20% от своего гонорара, который достался Хуперу. Хупер проиграл бой единогласным решением судей.
Хупер встретился с Фелипе Коларесом 21 мая 2022 года на турнире UFC Fight Night 206. [ 18 ] Он выиграл бой техническим нокаутом в третьем раунде. [ 19 ] Эта победа принесла ему награду «Выступление вечера» . [ 20 ]
Хупер встретился со Стивом Гарсией 29 октября 2022 года на турнире UFC Fight Night 213. Он проиграл бой техническим нокаутом в первом раунде.
Хупер встретился с Ником Фиоре 20 мая 2023 года на турнире UFC Fight Night 223. [ 23 ] Он выиграл бой единогласным решением судей. [ 24 ]
Хупер встретился с Джорданом Ливиттом 18 ноября 2023 года на турнире UFC Fight Night 232. [ 25 ] Он выиграл бой удушающим приемом сзади в первом раунде. [ 26 ]
Хупер встретился с Вячеславом Борщевым 11 мая 2024 года на турнире UFC on ESPN 56. [ 27 ] После нокдауна Борщёва в первом раунде Хупер выиграл бой удушающим приёмом Брабо во втором раунде. [ 28 ]
Хупер встретился с бывшим чемпионом Strikeforce в легком весе Клэем Гуидой 7 декабря 2024 года на турнире UFC 310. [ 29 ] Он выиграл бой, проведя болевой прием на руку в первом раунде.

## Карьера в грэпплинге
Хупер встретился с Ренато Мойкано на Fury Pro Grappling 3 30 декабря 2021 года. Он проиграл матч единогласным решением судей.
Хупер встретился с Клеем Гвидой на турнире Fury Pro Grappling 6 30 декабря 2022 года. Он победил Гуиду удушением.
Хупер встретился с Алджамейном Стерлингом в главном событии ADXC 2 19 января 2024 года. Он проиграл матч раздельным решением судей.

## Статистика в любительских боях
| Боёв 5   | Побед 5 | Поражений 0 |
| -------- | ------- | ----------- |
| Нокаутом | 1       | 0           |
| Сдачей   | 4       | 0           |

| Результат | Рекорд | Соперник           | Способ                        | Турнир                    | Дата              | Раунд | Время | Место                                        | Примечание                                                     |
| --------- | ------ | ------------------ | ----------------------------- | ------------------------- | ----------------- | ----- | ----- | -------------------------------------------- | -------------------------------------------------------------- |
| Win       | 5–0    | Jorge Alcala       | Submission (rear-naked choke) | Summer Showdown 4         | August 25, 2017   | 1     | 2:45  | Tulalip, Washington, United States           |                                                                |
| Win       | 4–0    | Gurpal Sahota      | Submission (guillotine choke) | Rumble on the Ridge 38    | May 20, 2017      | 1     | 0:53  | Snoqualmie, Washington, United States        | Won the Rumble on the Ridge Amateur Featherweight Championship |
| Win       | 3–0    | Byron Fernandus Jr | Submission (guillotine choke) | Supreme Showdown 2        | February 17, 2017 | 1     | 0:26  | Quil Ceda Village, Washington, United States |                                                                |
| Win       | 2–0    | Luke Main          | Submission (rear-naked choke) | Reign FC: MMA Fight Night | November 26, 2016 | 1     | 2:15  | Suquamish, Washington, United States         |                                                                |
| Win       | 1–0    | Patrick Harris     | TKO (punches)                 | Rumble on the Ridge 36    | October 1, 2016   | 1     | 2:10  | Snoqualmie, Washington, United States        |                                                                |

## Статистика в профессиональном MMA
| Боёв 21  | Побед 16 | Поражений 4 |
| -------- | -------- | ----------- |
| Нокаутом | 4        | 2           |
| Сдачей   | 8        | 0           |
| Решением | 4        | 2           |
| Ничьи    | 1        | 1           |

| Результат | Рекорд | Соперник           | Способ                 | Турнир                            | Дата            | Раунд | Время | Место                          | Примечание                                                             |
| --------- | ------ | ------------------ | ---------------------- | --------------------------------- | --------------- | ----- | ----- | ------------------------------ | ---------------------------------------------------------------------- |
| Поражение | 16-4-1 | Александр Эрнандес | TKO (удары)            | UFC 319                           | 16 августа 2025 | 3     | 4:58  | Чикаго, Иллинойс, США          |                                                                        |
| Победа    | 16-3-1 | Джим Миллер        | Единогласное решение   | UFC 314                           | 12 апреля 2025  | 3     | 5:00  | Майами, Флорида, США           |                                                                        |
| Победа    | 15-3-1 | Клей Гвида         | Сдача (Армбар)         | UFC 310                           | 7 декабря 2024  | 1     | 3:41  | Лас-Вегас, Невада, США         | «Выступление вечера» (2)                                               |
| Победа    | 14-3-1 | Вячеслав Борщёв    | Сдача (д'Арс)          | UFC on ESPN: Льюис vs. Насименту  | 11 мая 2024     | 2     | 3:00  | Сент-Луис, Миссури, США        |                                                                        |
| Победа    | 13-3-1 | Джордан Левитт     | Сдача (удушение сзади) | UFC Fight Night: Аллен vs. Крейг  | 18 ноября 2023  | 1     | 2:58  | Лас-Вегас, Невада, США         |                                                                        |
| Победа    | 12-3-1 | Ник Фиоре          | Единогласное решение   | UFC Fight Night: Дерн vs. Хилл    | 20 мая 2023     | 3     | 5:00  | Лас-Вегас, Невада, США         | «Вернулся в лёгкий вес                                                 |
| Поражение | 11-3-1 | Стив Гарсиа        | TKO (удары)            | UFC Fight Night: Каттар vs. Аллен | 29 октября 2022 | 1     | 1:32  | Лас-Вегас, Невада, США         |                                                                        |
| Победа    | 11-2-1 | Фелипе Коларес     | TKO (удары)            | UFC Fight Night: Холм vs. Виейра  | 21 мая 2022     | 3     | 3:00  | Лас-Вегас, Невада, США         | «Выступление вечера» (1)                                               |
| Поражение | 10-2-1 | Стивен Перерсон    | Единогласное решение   | UFC 263                           | 12 июня 2021    | 3     | 5:00  | Глиндейл, Аризона, США         | Бой в промежуточном весе (148.5 lb); Петерсон не сделал вес            |
| Победа    | 10-1-1 | Питер Барретт      | Сдача (залом пятки)    | UFC 256                           | 12 декабря 2020 | 3     | 3:02  | Лас-Вегас, Невада, США         |                                                                        |
| Поражение | 9-1-1  | Алекс Касерес      | Единогласное решение   | UFC 250                           | 6 июня 2020     | 3     | 5:00  | Лас-Вегас, Невада, США         |                                                                        |
| Победа    | 9-0-1  | Дэвид Теймур       | TKO (удары)            | UFC 245                           | 14 декабря 2019 | 1     | 4:34  | Лас-Вегас, Невада, США         |                                                                        |
| Победа    | 8–0–1  | Luis Gomez         | Сдача (удушение сзади) | Titan FC 55                       | 28 июня 2019    | 1     | 3:31  | Флорида, США                   | Бой в промежуточном весе (147.8 lb); Гомес не сделал вес               |
| Победа    | 7–0–1  | Скай Моисейчик     | TKO (удары)            | Island Fights 54                  | 22 марта 2019   | 2     | 3:47  | Флорида, США                   |                                                                        |
| Ничья     | 6–0–1  | Лэшон Алкокс       | Раздельное решение     | CFFC 71                           | 14 декабря 2018 | 3     | 5:00  | Атлантик-Сити, Нью-Джерси, США |                                                                        |
| Победа    | 6–0    | Ханаан Кавайхае    | Единогласное решение   | Dana White's Contender Series 14  | 24 июля 2018    | 3     | 5:00  | Лас-Вегас, Невада, США         | Вернулся в полулёгкий вес                                              |
| Победа    | 5–0    | Бретт Мэлоун       | Сдача (удушение сзади) | Combat Games 61                   | 21 апреля 2018  | 2     | 4:08  | Вашингтон, США                 | Завоевал титул чемпиона COGA в легком весе                             |
| Победа    | 4–0    | Дрю Брокеншир      | Единогласное решение   | Dominate FC 1                     | 24 февраля 2018 | 5     | 5:00  | Олимпия, Вашингтон, США        | Дебют в полулегком весе. Завоевал титул чемпиона DFC в полулегком весе |
| Победа    | 3–0    | Уайетт Гонсалес    | Сдача (треугольник)    | CageSport 49                      | 10 февраля 2018 | 1     | 3:57  | Такома, Вашингтон, США         |                                                                        |
| Победа    | 2–0    | Шон Шолиз          | TKO (удары)            | CageSport 48                      | 16 декабря 2017 | 1     | 3:01  | Такома, Вашингтон, США         |                                                                        |
| Победа    | 1–0    | Демон Ренадо       | Сдача (удушение сзади) | Rumble on the Ridge 40            | 7 октября 2017  | 1     | 2:45  | Вашингтон, США                 | Дебют в лёгком весе                                                    |